# Ефрем Суздалски
Ефрем (на руски: Ефрем) е православен духовник, петоцърквенски епископ (1694 – 1701) на Печката патриаршия и митрополит на Суздалската и Юриевска епархия на Московската патриаршия (1708 – 1712).

## Биография
Митрополит Ефрем е роден около 1658 година в Македония като Евтимий Янкович в семейството на търговец. В епитафията му пише, че е „родом сърбин... от отечество Скопие, Сръбски град“, но сръбски източници го наричат Тетовац и според някои изследователи е роден в Тетово, Скопска епархия.
Что подъ симъ камнемъ есть, хощеши ли знати?

Сокровище, еже смерть намъ дерзну отъяти:

Мужъ святъ. Преосвященный Ефремъ, родомъ сербинъ,

Безмолвнымъ же житiемъ вторым Ефремъ Сиринъ,

Янковичъ, отечествомъ Скопья, Сербска града,

Пастырь девятнадцать лѣтъ Христова стада,

Прежде Пятицерквенскiй, потомъ Суждальскiй мнтрополитъ

Не больше седмь мѣсяцъ и троихъ лѣтъ,

Седмь сотъ десять второго прейде съ сего свѣта

Марта десять осмаго, своего же лѣта

Пятдесятъ четвертаго, премногiе вѣки

Достоинъ жити въ пользу между человѣки.

Удивися! здѣ могiй овцы добрѣ пасти

Не возможе отъ волка смертнаго ся спасти.

Умилися! слезами многими орошенъ,

Образа незлобiя и пастыря лишенъ.

Помолися! Не токмо бо бѣ благонравенъ,

Но и тебѣ естествомъ человѣкъ бѣ равенъ,

Да Агнецъ Непороченъ, вземляй грѣхи мiра,

Причтенна своимъ овцамъ не оставить стада сира
В 1690 година по време на преселението на сърбите към Австрийската империя напуска Османската империя заедно с патриарх Арсений III и се установява в Сентендре. На Великден 1694 година Арсений III го хиротонисва за „Петоцърквенски и Мухачески, Сегетварски, Канижки и Шиклеушки“ епископ.
През ноември 1703 година като „сръбски епископ на Троицкия манастир“ пристига в Киев с трима старци за събиране на помощи. Тъй като няма грамота, даваща му това право, се обръща с писмо към цар Петър I, в което му съобщава за бедственото положение на сърбите, но с посолска заповед е изгонен от страната. На 22 януари 1705 година отново пристига в Русия като митрополит и получава дарения в пари и вещи. В челобитна до царя съобщава, че през януари 1704 года в неговата Петоцърквенска епархия пристигат унгарците, разоряват манастира „Успение Богородично“ и „изколват“ цялото братство и „всички християни, намиращи се в тази епархия“.
От септември 1707 до май 1708 година е в армията, където е изпратен по царска препоръка. От 1708 година живее в Суздал. Периодът, в който Ефрем заема Суздалската катедра се определя в епитафията му като „не повече от седем месеца и три години“, тоест вероятно в септември 1708 година, поради болестта на митрополит Иларион Суздалски, става управляващ Суздалската и Юриевска епархия, а след смъртта на Иларион на 14 (25) декември 1708 година заема катедрата като митрополит.
Умира на 18 (29) март 1712 година. Погребан е в суздалската катедрала „Рождество Богородично“, до гроба на Иларион Суздалски.